# Список заслуженных мастеров спорта СССР (пулевая стрельба)

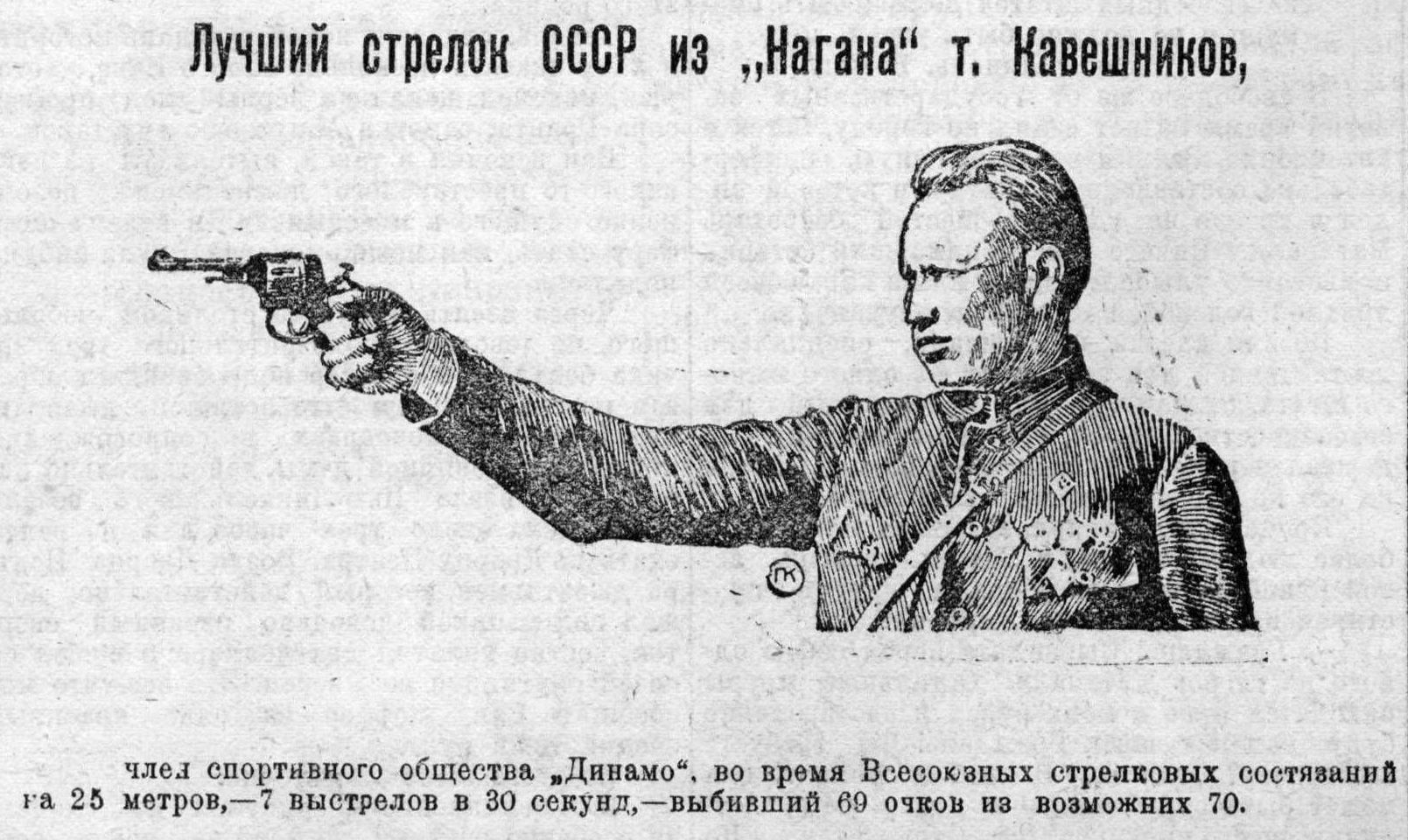
Кавешников В. А.

Заслуженный мастер спорта СССР — почётное пожизненное спортивное звание в СССР.
| 1934 год |                                     |            |                         |               |                    |    |
| 1        | Рыжов Александр Ильич               | 05.06.1934 | ??.??.1904 — ??.06.1950 | Ленинград     | «Динамо»           | 19 |
| 1937 год |                                     |            |                         |               |                    |    |
| 1        | Петунин Дмитрий Васильевич          | 05.01.1937 | ??.??.1890 — ??.??.???? | Ленинград     | «Динамо»           | 49 |
| 2        | Шугаев Петр Григорьевич             | 05.01.1937 | ??.??.1899 — ??.??.???? | Москва        | «Динамо»           | 50 |
| 3        | Титов Николай Федорович             | 05.01.1937 | ??.??.1900 — ??.??.???? |               | «Динамо»           | 51 |
| 4        | Кавешников Василий Афанасьевич      | 05.01.1937 | ??.??.1895 — ??.??.???? | Москва        | «Динамо»           | 52 |
| 5        | Сентюрина Евгения Петровна          | 05.01.1937 | ??.??.1909 — ??.??.1997 | Москва        | ОСОВИАХИМ          | 53 |
| 6        | Иванов Дмитрий Прокофьевич          | 05.01.1937 | ??.??.1903 — ??.05.1973 | Ленинград     | ОСОВИАХИМ          | 54 |
| 7        | Крейцер Николай Сергеевич           | 05.01.1937 | ??.??.???? — ??.??.???? | Москва        |                    | 55 |
| 1938 год |                                     |            |                         |               |                    |    |
| 1        | Однолетков Василий Иванович         | ??.11.1938 | ??.??.1905 — ??.??.1979 |               |                    |    |
| 2        | Галкин Николай Н.                   | ??.11.1938 | ??.??.1899 — ??.??.???? |               |                    |    |
| 3        | Шешуков Харлампий Дмитриевич        | ??.11.1938 | 05.02.1903 — 15.03.1943 |               |                    |    |
| 1942 год |                                     |            |                         |               |                    |    |
| 1        | Гавричков Алексей Васильевич        | ??.11.1942 | ??.??.1896 — ??.??.???? |               |                    |    |
| 1946 год |                                     |            |                         |               |                    |    |
| 1        | Андреев Борис Васильевич            | ??.03.1946 |                         | Москва        |                    |    |
| 2        | Иванов С. С.                        | ??.03.1946 |                         | Москва        |                    |    |
| 3        | Лукин Валерий Яковлевич             | ??.03.1946 | ??.??.???? — 03.08.1948 | Москва        | МАИ                |    |
| 4        | Богданов Николай В.                 | ??.03.1946 |                         | Таллин        |                    |    |
| 5        | Андреев Илья Константинович         | ??.03.1946 | ??.??.???? — ??.??.1982 | Мытищи        |                    |    |
| 6        | Онисимов Георгий Иванович           | 23.07.1946 |                         | Киев          | ОДКА               |    |
| 7        | Минин Рафаил Александрович          | 10.10.1946 | 13.10.1907 — 22.03.1990 | Солнечногорск | ОСОВИАХИМ          |    |
| 8        | Стариков Василий Аркадьевич         | ??.11.1946 | ??.??.1896 — ??.??.???? |               |                    |    |
| 9        | Войнюнский Исаак Григорьевич        | ??.11.1946 | ??.??.1906 — ??.??.1986 | Ленинград     | Советская Армия    |    |
| 1947 год |                                     |            |                         |               |                    |    |
| 1        | Леонов Александр Дмитриевич         | ??.??.1947 | ??.??.???? — ??.??.???? | Москва        | Советская Армия    |    |
| 2        | Нецветаев Т. Л.                     | ??.??.1947 | ??.??.???? — ??.??.???? |               |                    |    |
| 3        | Иодко Владимир Владимирович         | ??.??.1947 | 01.11.1910 — 29.10.1976 | Москва        | ОСОВИАХИМ          |    |
| 4        | Жихарев А. Н.                       | ??.??.1947 | ??.??.???? — ??.??.???? | Москва        | «Локомотив»        |    |
| 5        | Жгутов Олег Михайлович              | ??.10.1947 | ??.??.???? — ??.??.1980 | Москва        | ОСОВИАХИМ          |    |
| 6        | Ладзиньш Юрис Мартинович            | ??.10.1947 | ??.??.1887 — ??.??.1957 | Рига          | ОСОВИАХИМ          |    |
| 7        | Долгобородов Павел Дмитриевич       | ??.12.1947 |                         | Ленинград     | «Динамо»           |    |
| 1948 год |                                     |            |                         |               |                    |    |
| 1        | Шишагин Борис Павлович              | ??.03.1948 |                         |               | Советская Армия    |    |
| 1949 год |                                     |            |                         |               |                    |    |
| 1        | Тращиков Владимир Федорович         | ??.08.1949 | 10.05.1908 — ??.??.???? | Таллин        | Вооруженные Силы   |    |
| 1950 год |                                     |            |                         |               |                    |    |
| 1        | Клопотов Павел Денисович            | ??.06.1950 | ??.??.???? — ??.??.???? | Москва        | «Динамо»           |    |
| 1952 год |                                     |            |                         |               |                    |    |
| 1        | Богданов Анатолий Иванович          | ??.08.1952 |                         |               |                    |    |
| 2        | Купко Григорий Владимирович         | ??.??.1952 |                         |               |                    |    |
| 1953 год |                                     |            |                         |               |                    |    |
| 1        | Авилов Петр Семенович               | ??.??.1953 | ??.??.1910 — ??.??.2004 |               |                    |    |
| 2        | Гааге Антонина Петровна             | ??.??.1953 | ??.??.1914              |               |                    |    |
| 1954 год |                                     |            |                         |               |                    |    |
| 1        | Переберин Борис Петрович            | ??.08.1954 | ??.??.1917 — ??.??.1988 | Ленинград     | ДОСААФ             |    |
| 2        | Вайнштейн Лев Матвеевич             | ??.??.1954 |                         |               | Советская Армия    |    |
| 1955 год |                                     |            |                         |               |                    |    |
| 1        | Бобрун Дмитрий Викторович           | ??.??.1955 |                         |               | Советская Армия    |    |
| 2        | Борисов Василий Фёдорович           | ??.??.1955 |                         | Москва        | «Динамо»           |    |
| 3        | Калиниченко Николай Александрович   | ??.??.1955 |                         |               |                    |    |
| 4        | Романенко Виталий Петрович          | ??.??.1955 | 13.07.1926 - 03.10.2010 | Киев          | Советская Армия    |    |
| 1956 год |                                     |            |                         |               |                    |    |
| 1        | Пузырь Фёдор Андреевич              | ??.07.1956 | ??.??.1925              |               | Советская Армия    |    |
| 2        | Умаров Махмуд Бедалович             | ??.07.1956 |                         | Ленинград     | Советская Армия    |    |
| 3        | Черкасов Евгений Евгеньевич         | ??.07.1956 | 12.10.1930 — 20.11.2013 | Москва        | «Спартак»          |    |
| 4        | Иткис Моисей Абрамович              | ??.??.1956 | 20.04.1929 - 22.06.2009 | Ленинград     | Советская Армия    |    |
| 5        | Ломова Тамара Сергеевна             | ??.??.1956 | ??.??.1933              | Москва        | «Трудовые резервы» |    |
| 1957 год |                                     |            |                         |               |                    |    |
| 1        | Эрдман Алан Ричардович              | ??.02.1957 | ??.??.1933              |               | Советская Армия    |    |
| 2        | Ясинский Антон Маркович             | ??.06.1957 | ??.??.1911              |               | Советская Армия    |    |
| 1960 год |                                     |            |                         |               |                    |    |
| 1        | Гущин Алексей Петрович              | ??.09.1960 | 05.01.1922 — 14.12.1986 | Москва        | ДОСААФ             |    |
| 2        | Шамбуркин Виктор Николаевич         | ??.09.1960 |                         | Ленинград     | ДОСААФ             |    |
| 3        | Донская Елена Александровна         | ??.??.1960 | 28.10.1915 — 29.03.2016 | Москва        | «Динамо»           |    |
| 1962 год |                                     |            |                         |               |                    |    |
| 1        | Ниязов Марат Атаевич                | ??.01.1962 |                         | Ашхабад       | ДОСААФ             |    |
| 2        | Никитин Иоганн Иванович             | ??.05.1962 | ??.??.1929 — ??.??.1990 | Ангарск       | «Труд»             |    |
| 3        | Бойко (Долгобородова) Кира Павловна | ??.11.1962 | ??.??.1940              |               |                    |    |
| 4        | Забелин Александр Николаевич        | ??.11.1962 | 06.12.1931              |               |                    |    |
| 5        | Закуренов Олег Семенович            | ??.11.1962 | ??.??.1930              | Тула          |                    |    |
| 6        | Столыпин Владимир Николаевич        | ??.11.1962 | ??.??.1937              |               |                    |    |
| 7        | Тягний Софья Павловна               | ??.11.1962 | ??.??.1927              | Киев          |                    |    |

## 1962
- Юлина, Надежда Николаевна 1937

## 1964
- Квелиашвили, Шота Михайлович

## 1968
- Зеленкова, Зинаида Михайловна 1931—1994
- Косых, Григорий Георгиевич

## 1969
- Корнев, Валентин Михайлович
- Лапкин, Олег Александрович

## 1970
- Агишев, Владимир Михеич 1945
- Пархимович, Виталий Михайлович
- Постоянов, Валерий Иванович
- Столярова, Нина Алексеевна 1933
- Сулейманов, Ренарт Вафич
- Черкасова, Тамара Александровна 1939

## 1972
- Железняк, Яков Ильич
- Ли Хо Чжун (КНДР) 1946
- Мельник, Борис Петрович
- Ратникова, Татьяна Ильинична

## 1973
- Кедяров, Александр Петрович 1947

## 1974
- Запольских, Георгий Николаевич 1946
- Зариня (Берклава) Байба Виестуровна 1950
- Симонян, Зинаида Степановна
- Торшин, Виктор Васильевич 1948—1993

## 1976
- Газов, Александр Васильевич

## 1978
- Лущиков, Геннадий Георгиевич 1948

## 1980
- Власов, Виктор Алексеевич
- Мелентьев, Александр Реммович
- Соколов, Игорь Александрович

## 1981
- Корзун, Галина Николаевна …

## 1982
- Герасимёнок, Александр Янович 1933
- Данильченко, Виктор Михайлович 10.12.1945[35]
- Дедов, Николай Георгиевич 1962
- Логвиненко (Добранчева) Марина Викторовна
- Егрищин, Анатолий Семенович 1946
- Каденаций, Юрий Антониевич
- Калинина, Нонна Львовна 8.8.1948[36]
- Жагрова (Комаристова) Светлана Владимировна
- Львов, Владимир Александрович 1955
- Митрофанов, Александр Витальевич 16.5.1953
- Пузырев, Игорь Юрьевич 1958
- Рудницкий, Алексей Владимирович 1951
- Турла, Владас Пятрасович 1953

## 1984
- Кузьмин, Афанасий Иванович
- Розе, Инна Александровна 10.04.1958[37]

## 1986
- Басинский, Игорь Михайлович
- Лузов, Сергей Александрович 1959
- Пыжьянов, Сергей Николаевич 1960

## 1988
- Шилова, Ирина Олеговна
- Салуквадзе, Нино Вахтанговна

## 1989
- Иванов, Кирилл Олегович
- Малухина, Анна Ивановна 21.12.1958
- Смирнова, Светлана Алексеевна 1962
- Черкасова, Валентина Владимировна

## 1990
- Поликанин, Евгений Иванович 1932
- Послов, Алексей Эдуардович 1969 ???

## 1991
- Авраменко, Геннадий Викторович
- Бочкарев, Вячеслав Борисович 1968
- Игнатюк, Мирослав Витальевич 1957

## 1992
- Кокорев, Борис Борисович
- Кузнецова (Клочнева), Ольга Геннадьевна
- Лукашик, Константин Леонидович
- Петикян, Грачья Ваганович
- Федькин, Юрий Николаевич
- Вохмянин, Владимир Анатольевич

## Год присвоения неизвестен
- Кропотин, Александр Данилович 1925—1989 (??? 1958)
- Запольский, Анатолий Константинович …—1997
- Зыбалова, Надежда Николаевна 1950
- Ткачев, Олег Иванович
- Мартынов, Сергей Анатольевич 1968
- Клименко, Анатолий Викторович 1963
- Нехаев, Георгий Анатольевич 1960
- Рассказов, Евгений Викторович 1941
- Савостьянов, Сергей Викторович 1957
- Бакалов, Игорь Григорьевич
- Мартазов, Константин Александрович 1919—1993